# Паскуале, Джузеппе Антонио
Джузеппе Антонио Паскуале (итал. Giuseppe Antonio Pasquale, 1820 — 1893) — итальянский ботаник и миколог.

## Биография
Джузеппе Антонио Паскуале родился в городе Аноия 30 октября 1820 год.
В 1842 году Паскуале стал доктором медицины в Неаполе. С 1840 по 1848 он был ассистентом Микеле Теноре в Неаполе. С 1848 по 1860 Паскуале работал врачом. В 1860 Джузеппе Антонио Паскуале стал профессором в Медицинском училище. В 1883 году Паскуале заменил ушедшего на пенсию Чезати на постах профессора ботаники и директора Ботанического сада Неаполитанского университета.
Он собрал и определил большое количество образцов из южной Италии во второй половине девятнадцатого века.
Джузеппе Антонио Паскуале умер в Неаполе в 23 февраля 1893 года.

## Научная деятельность
Джузеппе Антонио Паскуале специализировался на Мохообразных, семенных растениях и на микологии.